# Marilao

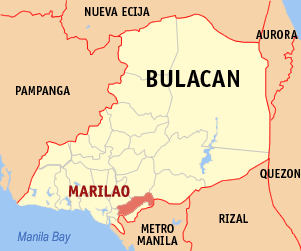
Marilaos läge i Bulacan

Marilao är en ort i Filippinerna som är belägen i provinsen Bulacan i regionen Centrala Luzon. Den har 101 017 invånare (folkräkning 1 maj 2000).
Marilao räknas officiellt inte som stad utan är en kommun. Kommunen är indelad i 16 smådistrikt, barangayer, varav samtliga är klassificerade som tätortsdistrikt.